# Орлов, Василий Григорьевич (политический деятель)
Васи́лий Григо́рьевич Орло́в (1870 — 19 октября 1918) — личный почётный гражданин, русский железнодорожный служащий и политический деятель, активный участник монархического движения.

## Биография
Родился в семье отставного диакона Воскресенской церкви села Исады Спасского уезда Рязанской губернии Григория Иосифовича Орлова. Окончил Институт инженеров путей сообщения Императора Александра I (сегодня это Петербургский государственный университет путей сообщения) и с 1891 года работал на Александровской (ныне Белорусской) железной дороге ревизором движения, был награждён орденом св. Владимира по статуту и получал жалованье в 3000 рублей, дослужился до звания «генерала тяги». Увлекался археологией, даже защитил диссертацию.
Орлов являлся активным участником монархического движения, принимал участие в создании и работе многих монархических организаций. Так, он состоял членом Союза русских людей, Русской монархической партии, Союза русского народа, Русского монархического союза, Русского собрания и Русского народного союза имени Михаила Архангела, а также являлся организатором (совместно с В. М. Скворцовым) умеренно-правой организации «Отечественный патриотический союз».
Вместе с отцом Иоанном Восторговым и его помощником Ф. А. Слеповым совершил две поездки по Сибири и Дальнему Востоку в целях создания монархических организаций (затем совершил ещё одну поездку самостоятельно). Усилиями отца Иоанна Восторгова и В. Г. Орлова был открыт целый ряд монархических организаций во Владивостоке, Никольске-Уссурийском, Хабаровске, Харбине, Благовещенске, Чите, Сретенске, Красноярске, Тайге и других местах.
После победы Февральской революции (1917) В. Г. Орлов был арестован Временным правительством и какое-то время провел в заключении в одиночной камере Трубецкого бастиона Петропавловской крепости.
Активно пытался спасти арестованную царскую семью, пользуясь своими связями в Сибири и на Дальнем Востоке. После расстрела царской семьи, заехав ненадолго в Москву повидаться с родными, он уехал на Кавказ, где находился его долголетний покровитель бывший министр путей сообщения С. В. Рухлов, для соединения с армией Деникина. В результате предательства был арестован и 6 октября 1918 года расстрелян под Пятигорском у горы Машук. Вместе с ним там были расстреляны С. В. Рухлов, министр юстиции Н. А. Добровольский, сенатор П. Н. Крашенинников и другие сановники Российской империи.